# Echedo
Echedo es una localidad española situada al norte de Valverde, en la isla de El Hierro. En 2019 su población es de 247 personas.

## Localización
El pueblo se sitúa sobre una ladera que se abre al océano Atlántico, cercano a la localidad de El Mocanal. Debajo de este pintoresco pueblo se encuentra El Charco Manso, una piscina natural habilitada en una costa muy agreste, con arcos de lava y numerosos bufaderos.

## Economía
La principal actividad económica de la localidad es la agrícola, principalmente el cultivo de la viña y frutales.

## Climatología
Encontramos temperaturas aproximadas como las siguientes:[cita requerida]
- Septiembre  24° / 19°
- Octubre  23° / 19°
- Noviembre  21° / 17°
- Diciembre  20° / 15°